# 三裂叶白头婆
三裂叶白头婆（学名：Eupatorium japonicum var. tripartitum）为菊科泽兰属下的一个变种。

## 扩展阅读
- 維基物種上的相關：三裂叶白头婆